# Distribution q-exponentielle
La distribution q-exponentielle est une distribution de probabilité résultant de la maximisation de l'entropie de Tsallis sous des contraintes appropriées, notamment en contraignant le domaine à être positif. Elle est une généralisation de la distribution exponentielle de la même manière que l'entropie de Tsallis est une généralisation de l'entropie de Boltzmann-Gibbs ou de l'entropie de Shannon,. La distribution exponentielle est obtenue comme cas particulier lorsque {\displaystyle q\to 1}.
Elle s'obtient également en inversant la transformation de Box–Cox avec {\displaystyle q=1-\lambda }. Cette transformation obtenue par  George Box et David Cox en 1964 est une méthode de stabilisation de la variance (en) d'une distribution.

## Propriétés
Ses caractéristiques sont données dans le tableau ci-contre où {\displaystyle e_{q}} est la q-exponentielle définie par :
{\displaystyle e_{q}(x)=\max\{[1+(1-q)x]^{\frac {1}{1-q}},0\}}
Elle est un cas particulier de la distribution de Pareto généralisée (en) avec
{\displaystyle \mu =0,\quad \xi ={\frac {q-1}{2-q}},\quad \sigma ={\frac {1}{\lambda (2-q)}}}
Lorsque q > 1, elle est équivalente à la distribution de Pareto de paramètres {\displaystyle x_{m}={\frac {1}{\lambda (q-1)}}\,,\;k={\frac {2-q}{q-1}}} décalée pour avoir un support commençant à zéro.

## Applications
Cette distribution s'est avérée être un modèle utilisable pour les retards des trains ou les problèmes de comminution.
On la retrouve également en physique atomique et en optique quantique, par exemple dans les processus de création de condensats moléculaires via la transition par la résonance de Feshbach ou la relaxation du verre de spin.